# Władcy Brandenburgii

Herb Brandenburgii

Władcy Brandenburgii – władcy Brandenburgii od 965 do 1945 r.

## MargrabiowieMarchii Północnej(965–1157)
- 965–983 Dytryk
- 985–993 Hodo
- 993–1003 Lotar
- 1003–1009 Werner
- 1009–1018 Bernard I
- 1018–1045 Bernard II
- 1045–1056 Wilhelm
- 1056–1057 Lotar Udo I
- 1057–1082 Lotar Udo II
- 1082–1087 Henryk I
- 1087–1106 Lotar Udo III
- 1106–1111 Rudolf I
- 1111–1112 Helperich z Plötzkau
- 1112–1114 Rudolf I (ponownie)
- 1114–1128 Henryk II
- 1128–1130 Lotar Udo IV
- 1130–1133 Konrad z Plötzkau

Askańczycy (1134–1320)
- 1134–1157 Albrecht I Niedźwiedź

## Margrabiowie Brandenburgii (1157–1356)
Askańczycy (1134–1320) →
- 1157–1170 Albrecht I Niedźwiedź
- 1170–1184 Otto I (syn)
- 1184–1205 Otto II Szczodry (syn)
- 1205–1220 Albrecht II (brat)
- 1220 – podział Marchii między synów Albrechta II

Wittelsbachowie (1320–1356)
- 1320–1351 Ludwik I (syn cesarza Ludwika IV)
- 1351–1356 Ludwik VI Rzymianin (brat)

Linia na Salzwedel
- 1220–1267 Otto III (syn, 1258 podział, Salzwedel)
- 1267–1268 Jan III (syn)
- 1267–1298 Otto V Długi (brat)
- 1267–1300 Albrecht III (Brandenburgia) (brat)
- 1280–1286 Otto VI Mały (brat, abdykował, zm. 1303)
- 1298–1308 Herman (syn Ottona V)
- 1308–1317 Jan V (syn)

Linia na Stendal
- 1220–1266 Jan I Askańczyk (syn Albrechta II, Stendal od 1258)
- 1266–1281 Jan II (syn)
- 1266–1304 Konrad (brat)
- 1266–1308 Otto IV ze Strzałą (brat)
- 1291–1297 Otto VII (syn Konrada)
- 1294–1318 Henryk I bez Ziemi (syn Jana I)
- 1304–1305 Jan IV (syn Konrada)
- 1304–1319 Waldemar Wielki (brat, od 1317 Salzwedel)
- 1318–1320 Henryk II Dziecię (syn Henryka bez Ziemi)

W 1356, na mocy Złotej Bulli, Brandenburgia została jednym z elektoratów, a jej władcy zaczęli nosić tytuł elektora i arcykomornika Świętego Cesarstwa Rzymskiego.

## Elektorzy Brandenburgii (1356–1806)
Wittelsbachowie (1356–1373)
- 1356–1365 Ludwik VI Rzymianin
- 1365–1373 Otto V Leniwy (brat)

Luksemburgowie (1373–1415)
- 1373–1378 Karol IV (cesarz)
- 1378–1388 Zygmunt (syn, cesarz, abdykował)
- 1388–1411 Jodok z Moraw (brat)
- 1411–1415 Zygmunt (ponownie, abdykował, zm. 1437)

Hohenzollernowie (1415–1806)
- 1411–1440 Fryderyk I (brat Jana III burgrabiego Norymbergi, od 1415 elektor)
- 1440–1470 Fryderyk II Żelazny (syn Fryderyka I)
- 1470–1486 Albrecht III Achilles (syn Fryderyka I)
- 1486–1499 Jan Cicero (syn Albrechta III)
- 1499–1535 Joachim I Nestor (syn Jana Cicero)
- 1535–1571 Jan (syn Joachima I, margrabia, Nowa Marchia)
- 1535–1571 Joachim II Hektor (syn Joachima I, Stara i Średnia Marchia, Prignitz)
- 1571–1598 Jan Jerzy (syn Joachima II)
- 1598–1608 Joachim Fryderyk (syn Jana Jerzego)
- 1608–1620 Jan Zygmunt (syn Joachima Fryderyka, od 1618 książę pruski)
- 1620–1640 Jerzy Wilhelm (syn Jana Zygmunta)
- 1640–1688 Fryderyk Wilhelm „Wielki Elektor” (syn Jerzego Wilhelma)
- 1688–1701 Fryderyk I Pruski (syn Fryderyka Wilhelma). W 1701 r. Fryderyk I został królem Prus i włączył Brandenburgię do swojego królestwa.

Hohenzollernowie królowie Prus...

do 1806 byli nadal elektorami Rzeszy jako margrabiowie Brandenburgii:
- 1701–1713 Fryderyk I (syn Jerzego Wilhelma)
- 1713–1740 Fryderyk Wilhelm I (syn Fryderyka I)
- 1740–1786 Fryderyk II Wielki (syn Fryderyka Wilhelma I, brat Augusta Wilhelma)
- 1786–1797 Fryderyk Wilhelm II (syn Augusta Wilhelma, wnuk Fryderyka Wilhelma I)
- 1797–1840 Fryderyk Wilhelm III (syn Fryderyka Wilhelma II)
- 1840–1861 Fryderyk Wilhelm IV Pruski (1795–1861, syn Fryderyka Wilhelma III)

...i cesarze niemieccy
- 1861–1888 Wilhelm I Hohenzollern (1797–1888, syn Fryderyka Wilhelma III)
- 1888–1888 Fryderyk III Hohenzollern (1831–1888, syn Wilhelma I)
- 1888–1918 Wilhelm II Hohenzollern (1859–1941, syn Fryderyka III), ostatni król

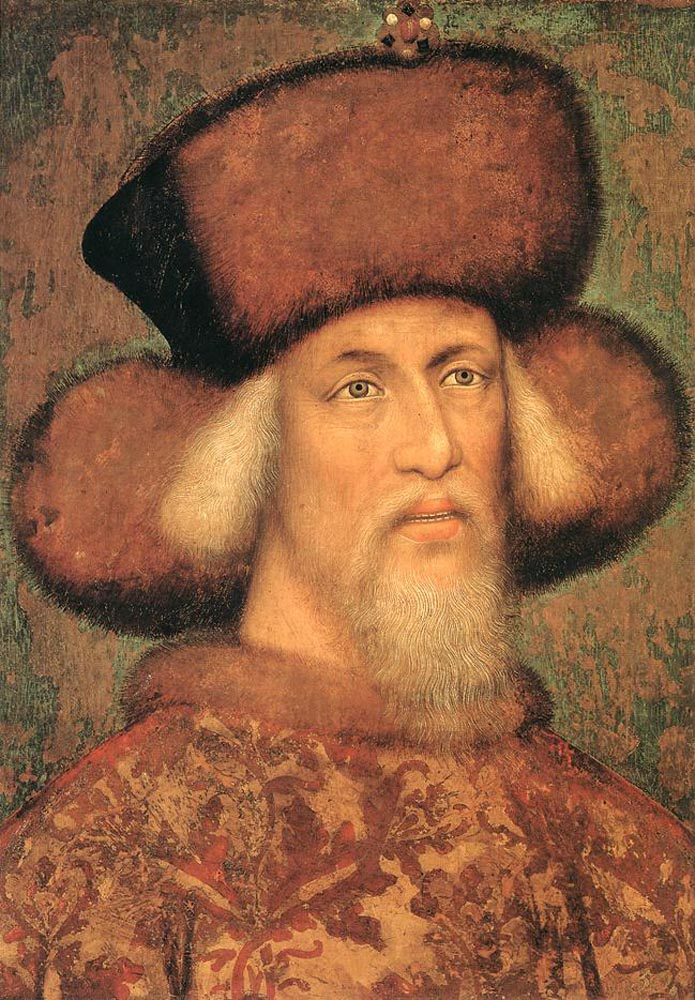
Zygmunt Luksemburski
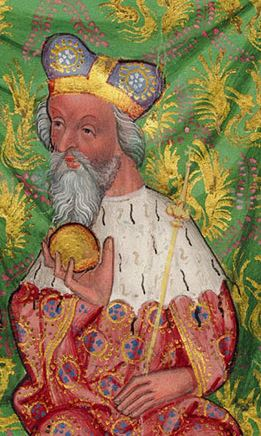
Jodok z Moraw
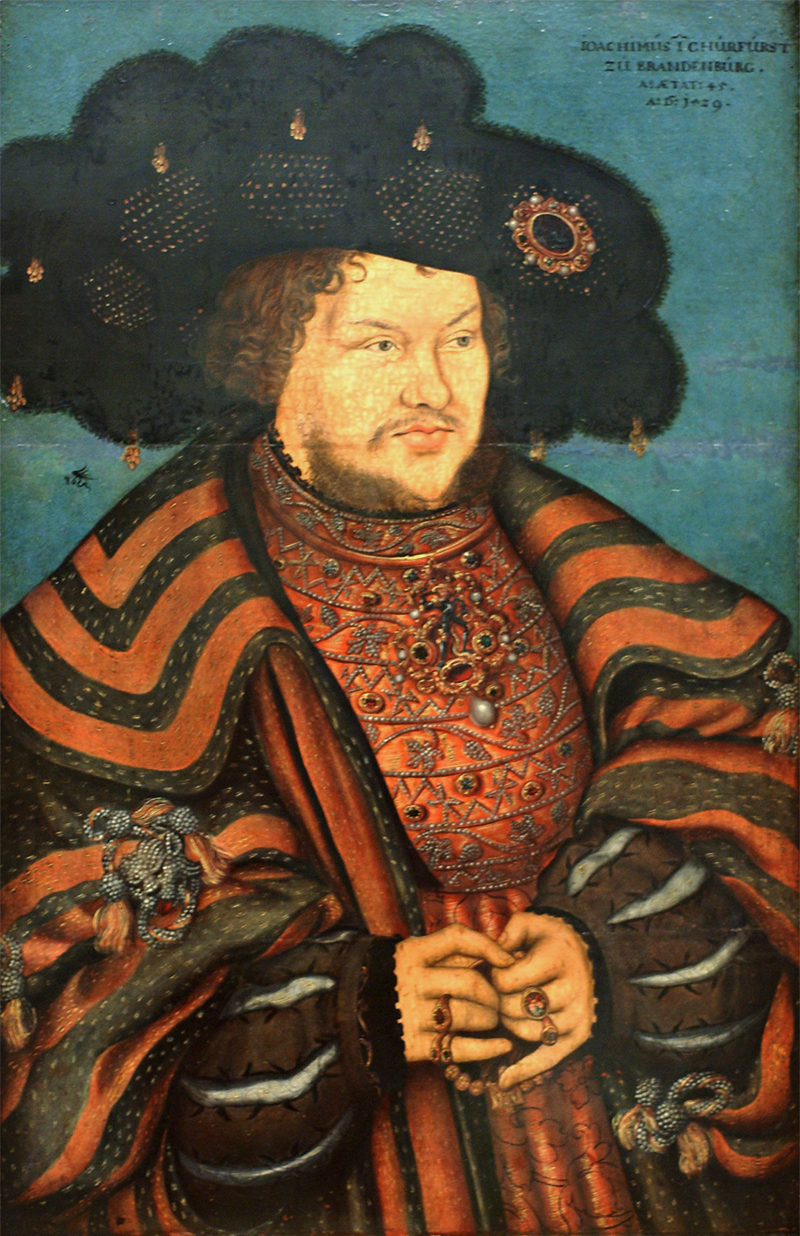
Joachim I Nestor
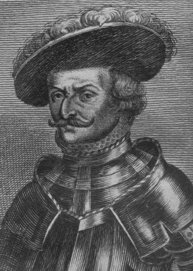
Albrecht III Achilles
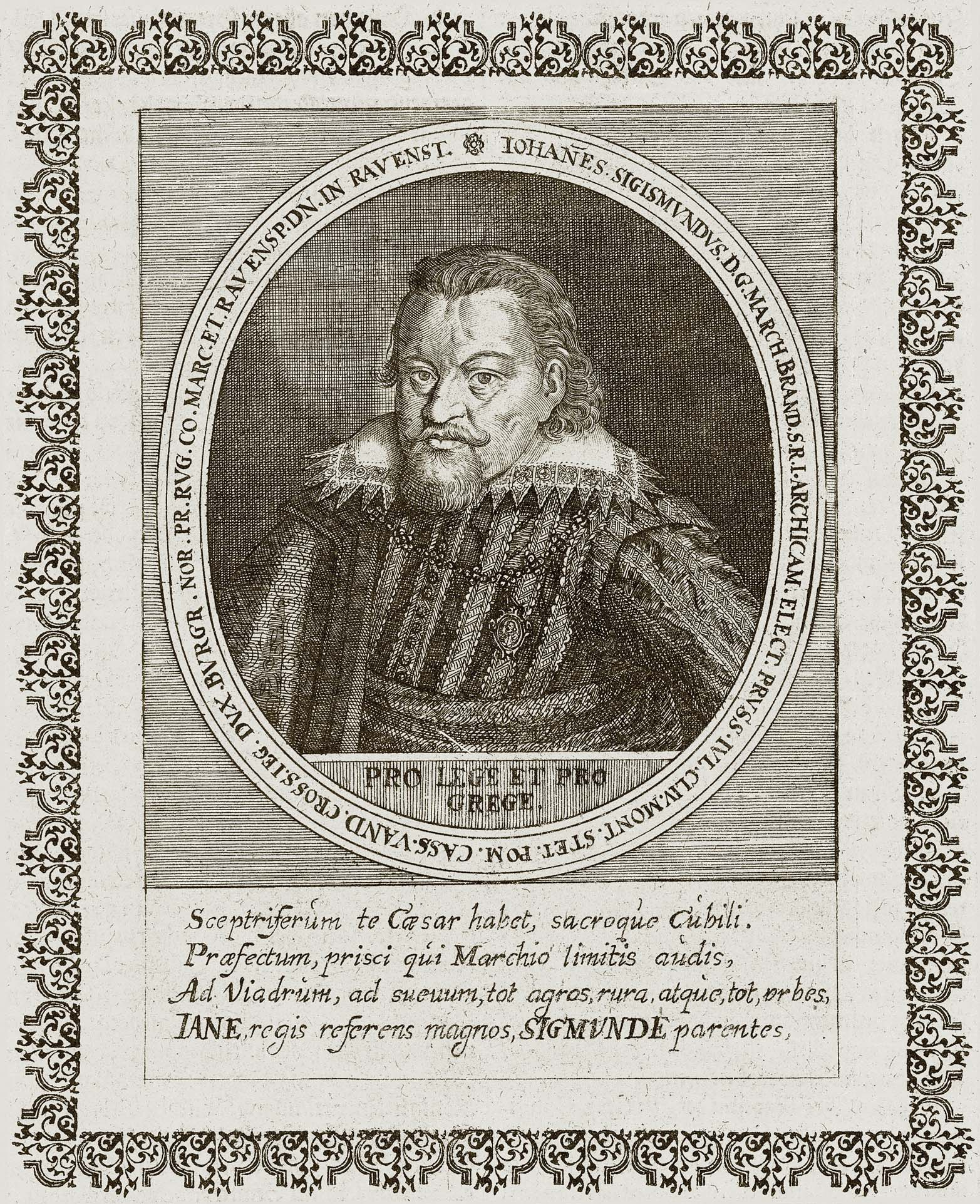
Jan Zygmunt Hohenzollern
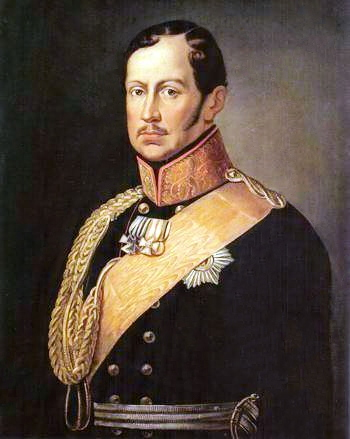
Fryderyk Wilhelm III

## NadprezydenciBrandenburgii (prowincja)(1815–1945)
| Lata urzędowania | Nadprezydent                                       | Lata życia  | Lata urzędowania | Nadprezydent                  | Lata życia  |
| ---------------- | -------------------------------------------------- | ----------- | ---------------- | ----------------------------- | ----------- |
| 1815–1824        | Georg Christian von Heydebreck                     | (1765–1828) | 1899–1905        | Theobald von Bethmann Hollweg | (1856–1921) |
| 1825–1840        | Friedrich Magnus von Bassewitz                     | (1773–1858) | 1905–1909        | August von Trott zu Solz      | (1855–1938) |
| 1840–1848        | August Werner von Meding                           | (1792–1871) | 1909–1910        | Friedrich Wilhelm von Loebell | (1855–1931) |
| 1848–1849        | Robert von Patow (nadzór komisaryczny)             | (1804–1890) | 1910–1914        | Alfred von Conrad             | (1852–1914) |
| 1849–1850        | Klemens von Wolff-Metternich (nadzór komisaryczny) | (1803–1872) | 1914–1917        | Rudolf von der Schulenburg    | (1860–1930) |
| 1850–1862        | Eduard Heinrich Flottwell                          | (1786–1865) | 1917–1919        | Friedrich Wilhelm von Loebell | (1855–1931) |
| 1862             | Werner von Selchow                                 | (1806–1884) | 1919–1933        | Adolf Maier                   | (1871–1963) |
| 1862–1879        | Gustav von Jagow                                   | (1813–1879) | 1933–1936        | Wilhelm Kube                  | (1887–1943) |
| 1879–1899        | Heinrich von Achenbach                             | (1829–1899) | 1936–1945        | Emil Stürtz                   | (1892–1945) |